# Station Hollinwood
Hollinwood is een spoorwegstation van National Rail in Hollinwood, Oldham in Engeland. Het station is eigendom van en wordt beheerd door Manchester Metrolink. 